# 紫華すみれ
紫華 すみれ（むらさきばな すみれ）は、日本の女性声優。アダルトゲームに声をあてている。
名付け親は紫華薫。

## 出演

### アダルトゲーム

#### 2003年
- SILVER CHAOS FAN BOX〜ETERNAL FANTASIA〜（ラグシエル）
- STRAY SHEEP 恥辱の懺悔室（柊 葵）

#### 2004年
- まじぷり -Wonder Cradle-（八重崎 歩）
- 凌辱荘（新村 翼）
- せいぎのみかた〜ただいま着替え中!〜（上泉 真琴）
- シール・プリンセス 〜お姫様は封印中〜（セシル）

#### 2005年
- 車輪の国、向日葵の少女（大音 灯花）
- 魔法少女Twin☆kle（三木谷 昴）
- ジオグラマトン（時雨 麻美華、時雨 理樹華）
- Cafe-AQUA（豊野 美樹）
- に〜づまはセーラー服 〜ダーリンは担任教師〜（松尾 ちか子）

#### 2006年
- こんな娘がいたら僕はもう…!!（大音 渚）
- 幼なじみとの暮らし方（鹿山 ヒカリ）

#### 2007年
- 恋姫†無双 〜ドキッ☆乙女だらけの三国志演義〜（文醜）
- 車輪の国、悠久の少年少女（大音 灯花）
- 任侠華乙女（高田 アキ）[1]
- ね〜PON?×らいPON!（ラスティ）
- 恋夏 〜れんげ〜（風谷 立夏）
- Zwei Worter（シグレ・シズハ）
- 人工少女3はんなり（J型）

#### 2008年
- G線上の魔王（美輪 椿姫）
- こんぼく麻雀〜こんな麻雀があったら僕はロン!〜（大音 渚）
- 真・恋姫†無双 〜乙女繚乱☆三国志演義〜（文醜）
- キラ☆キラ（古暮 智）

#### 2009年
- W.L.O. 世界恋愛機構（雨畑 散子）
- ひだまりバスケット（舞子）

#### 2010年
- 光輪の町、ラベンダーの少女（鈴木 はるか）
- 秋空に舞うコンフェティ（秋津 こずえ）

#### 2017年
- 真・恋姫夢想-蒼天の覇王-（文醜）

### OVA
- 女系家族 〜淫謀〜（有宮 美宙）
- MILK・ジャンキー 姉妹編（房野 友香）[2]
- 大悪司（野山めぐる）